# トスカ・ペトリディス
タシス・"トスカ"・ペトリディス（Tasis "Tosca" Petridis、1966年10月30日 - ）は、オーストラリアの男性キックボクサー、プロボクサー。

## 来歴

### キックボクシング
- K-1でアーネスト・ホーストに2度KO負けを喫している。

### ボクシング
- 1994年6月19日、2回58秒KO勝ちを収めデビュー戦を白星で飾った。
- 1995年5月14日、アイラン・バークレーと対戦し、3-0の判定勝ちを収めた。
- 1996年11月6日、コモンウェルスイギリス連邦クルーザー級王者クリス・オコーと対戦し、プロ初黒星となる12回判定負けを喫した。
- 1999年4月23日、アドリアン・ベリンとオーストラリアクルーザー級王座決定戦を行い、12回TKO勝ちを収めた。
- 1999年10月14日、ジョン・ウィボーンに初回TKO勝ちで、PABAクルーザー級暫定王座を獲得した。
- 2000年3月24日、自身の持つオーストラリアクルーザー級王座とアダム・ワットの持つOPBF東洋太平洋クルーザー級王座を懸け対戦し、7回2回36秒TKO負けを喫しオーストラリアクルーザー級王座の初防衛に失敗、OPBF東洋太平洋クルーザー級王座の獲得にも失敗した。
- 2003年2月21日、オーストラリアクルーザー級王者ローレンス・タウアサと対戦し、0-2（114-117、115-116、115-115）の判定負けを喫し王座返り咲きに失敗した。
- 2003年11月13日、ブレット・スミスとオーストラリアクルーザー級王座決定戦を行い、2回負傷判定で引き分けた為、王座返り咲きに失敗した。
- 2004年3月7日、ブレット・スミスとオーストラリアクルーザー級王座決定戦を行い、5回2分23秒TKO勝ちを収め4年ぶりに王座に返り咲いた。

しかし、この試合を最後に試合をしていない為、オーストラリアクルーザー級王座は1度も防衛することなく返上扱いとなった。

## 戦績

### プロボクシング
| プロボクシング 戦績 | プロボクシング 戦績 | プロボクシング 戦績 | プロボクシング 戦績 | プロボクシング 戦績 | プロボクシング 戦績 | プロボクシング 戦績 |
| ------------------- | ------------------- | ------------------- | ------------------- | ------------------- | ------------------- | ------------------- |
| 15 試合             | (T)KO               | 判定                | その他              | 引き分け            | 無効試合            |                     |
| 9 勝                | 5                   | 4                   |                     | 1                   | 0                   |                     |
| 5 敗                | 3                   | 2                   |                     | 1                   | 0                   |                     |

### キックボクシング
| キックボクシング 戦績 | キックボクシング 戦績 | キックボクシング 戦績 | キックボクシング 戦績 | キックボクシング 戦績 | キックボクシング 戦績 | キックボクシング 戦績 |
| --------------------- | --------------------- | --------------------- | --------------------- | --------------------- | --------------------- | --------------------- |
| 8 試合                | (T)KO                 | 判定                  | その他                | 引き分け              | 無効試合              |                       |
| 4 勝                  | 2                     |                       |                       | 0                     | 0                     |                       |
| 4 敗                  |                       |                       |                       | 0                     | 0                     |                       |

| 勝敗 | 対戦相手                     | 試合結果                        | 大会名                                                                             | 開催年月日     |
| ×    | アーネスト・ホースト         | 4R終了時 TKO（タオル投入）      | K-1 GRAND PRIX '98 開幕戦 【1回戦】                                                | 1998年9月27日  |
| ○    | ビッグ・ジョージ・ランドルフ | 5R終了 判定                     | PRIDE.2【スタンディングバウト】                                                    | 1998年3月15日  |
| ×    | ロブ・カーマン               | 3R終了 判定                     | K-2 France Grand Prix 1995 【準決勝】                                              | 1995年1月7日   |
| ○    | Tonoyan                      | 2R KO                           | K-2 France Grand Prix 1995 【1回戦】                                               | 1995年1月7日   |
| ○    | 後川聡之                     | 5R 1:32 TKO（ドクターストップ） | K-1 REVENGE                                                                        | 1994年9月18日  |
| ×    | チャンプア・ゲッソンリット   | 3R終了 判定0-3                  | K-2 GRAND PRIX '93 【準決勝】                                                      | 1993年12月10日 |
| ○    | 後川聡之                     | 3R終了 判定3-0                  | K-2 GRAND PRIX '93 【1回戦】                                                       | 1993年12月10日 |
| ×    | アーネスト・ホースト         | 3R 0:45 TKO（パンチ連打）       | K-1 ILLUSION 風林火山 "林の章" 【WKA＆WMTA世界ライトヘビー級ダブルタイトルマッチ】 | 1993年9月4日   |

## 獲得タイトル
- オーストラリアクルーザー級王座
- PABAクルーザー級暫定王座
- WKOライトヘビー級王座
- ISKAインターナショナルライトヘビー級王座
- PKCスーパーミドル級王座
- WAKOヘビー級王座
- UTCフルコンタクトヘビー級王座